# エルマ・ボッシ
エルマ・ボッシ（Erma Bossi）の名前で活動したエルミニア・ボシッチ（Erminia Bosich、1875年6月9日 - 1952年4月14日）は、オーストリア・ハンガリー帝国(現クロアチア)で生まれた画家である。1900年代の終わりころからミュンヘンやパリでモダニズムの画家として「ミュンヘン新芸術家協会」のメンバーの一人として活動した。第一次世界大戦後はイタリアのミラノで働いた。

## 略歴
当時オーストリア・ハンガリー帝国の領土であった現クロアチアのプーラで生まれた。トリエステの学校で学び、22歳のとき、トリエステ美術サークルの展覧会に絵画を出展し、地元の報道で高く評価された。
ミュンヘンに留学し、ミュンヘン美術院は女性の入学を認めていなかったので、ハインリヒ・クニルとフリードリヒ・フェールが教えていたミュンヘン女性芸術家協会の美術学校で学んだとされる 。女性画家のガブリエレ・ミュンター(1877-1962)とも知り合った。
1909年1月にミュンターやカンディンスキー、ヤウレンスキーらによってミュンヘン新芸術家協会が結成されるとエルマ・ボッシも.1909年には絵画「サーカス」他を出展し、1912年までの間にミュンヘン新芸術家協会の3回の展覧会に参加した。1910年には、パリに滞在しアンデパンダン展やサロン・ドートンヌに出展した。1912年のミュンヘン新芸術家協会の展覧会には4点の絵画を展示し、展覧会のカタログにはパリ在住と表記され、ゴーギャンの絵画の影響が見られる作品もあった。1915年のサロン・ドートンヌにも参加したとされる。
第一次世界大戦でオーストリア・ハンガリー帝国が消滅し、トリエステがイタリア王国領になった後、1920年からイタリアのパスポートを持ち、1921年からはミラノに住んだ。1922年から「Novecento」という美術家グループに参加した。1926年から1949年にかけて、ベルガモやフィレンツェ、ミラノ、トリエステ、ヴェネツィアで開催された26のグループ展に参加したことが記録されている。第二次世界大戦後も、ベオグラード、ハノーバー、ミラノ、ミュンヘン、ニューヨーク、トリエステｎでいくつかのグループ展に参加した 。
1952年にイタリア、ミラノ県のチェザーノ・ボスコーネで亡くなった。

## 作品

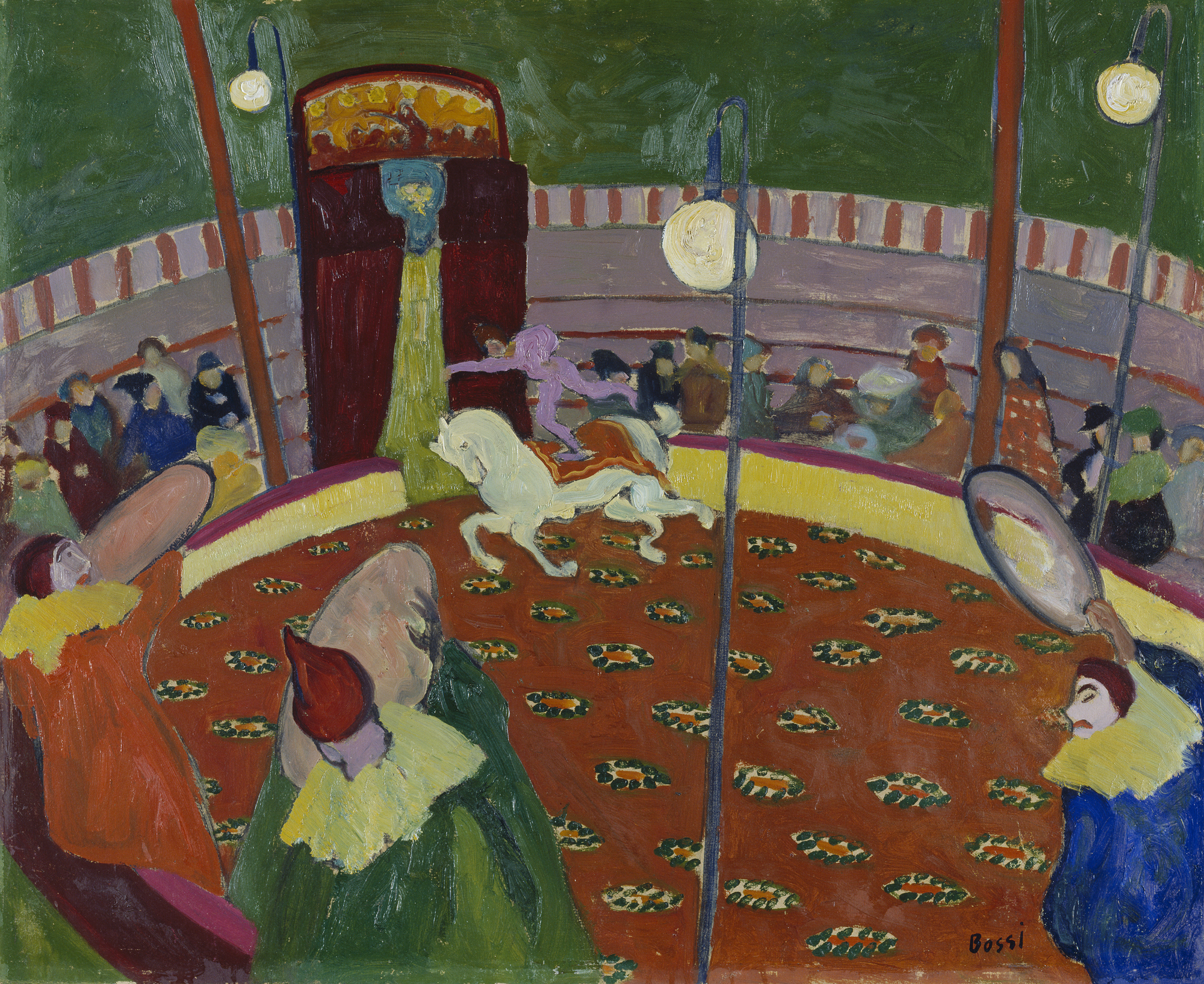
「サーカス」(1909)
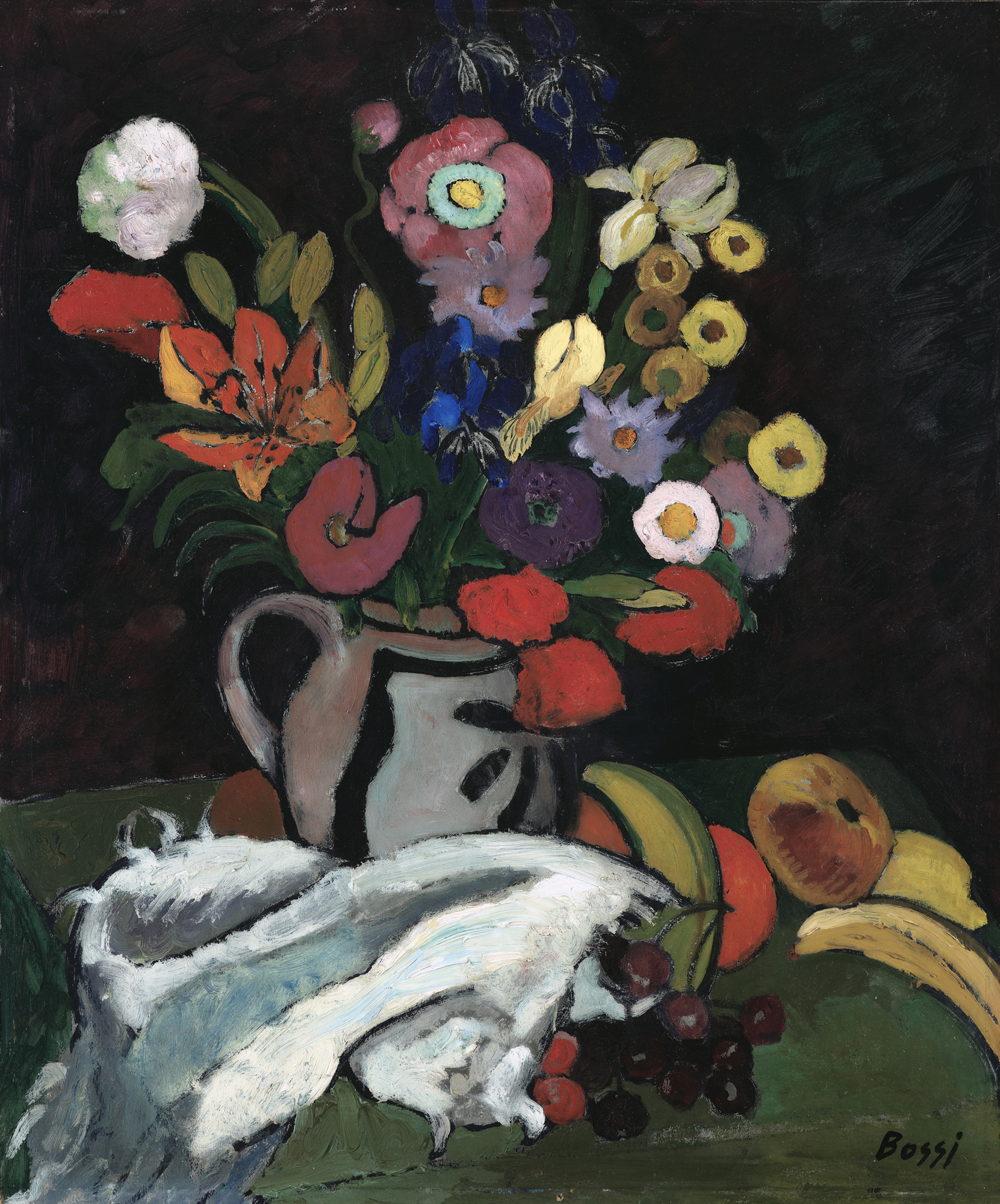
静物画 (1910)
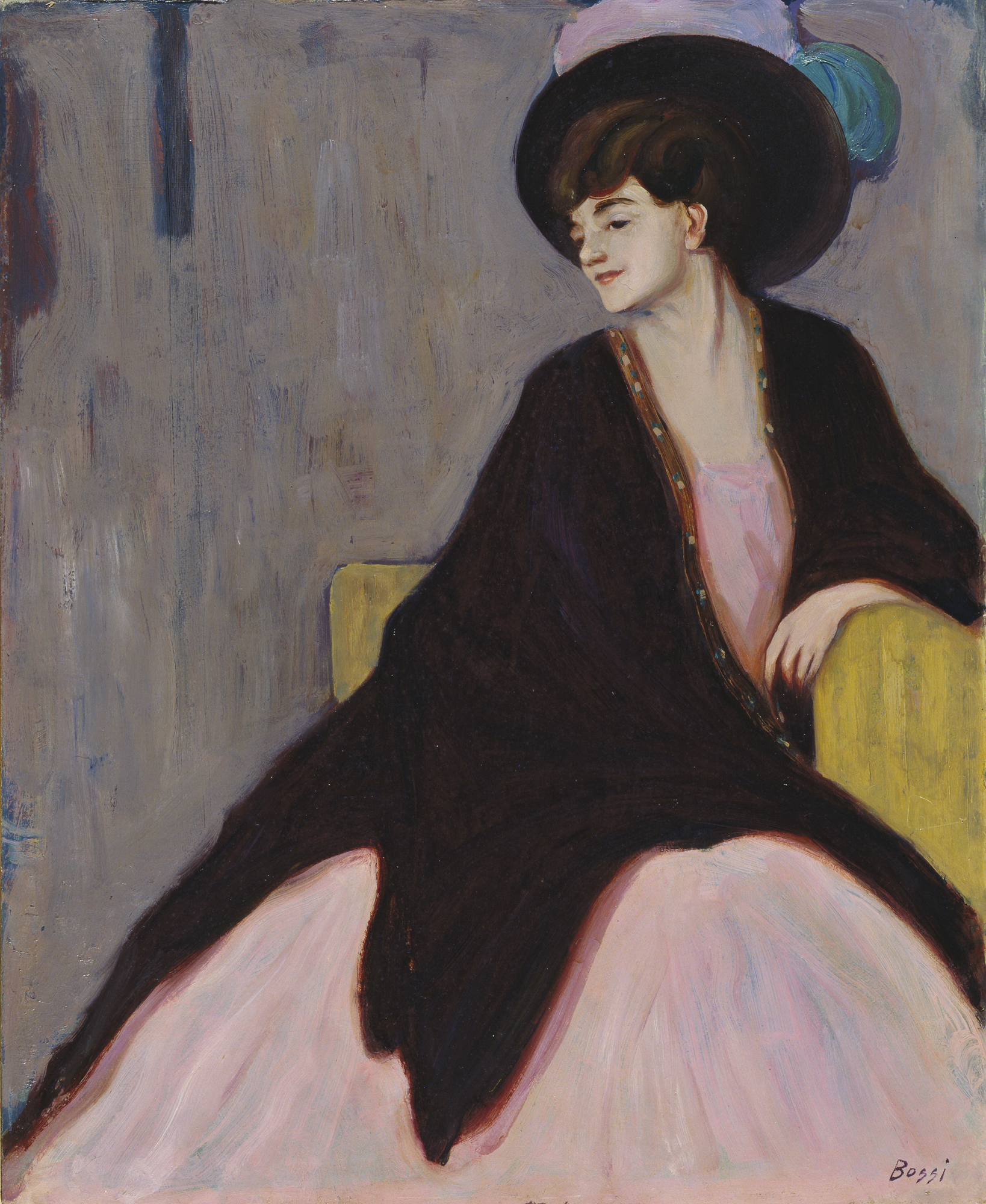
マリアンネ・フォン・ヴェレフキンの肖像画(c.1910)
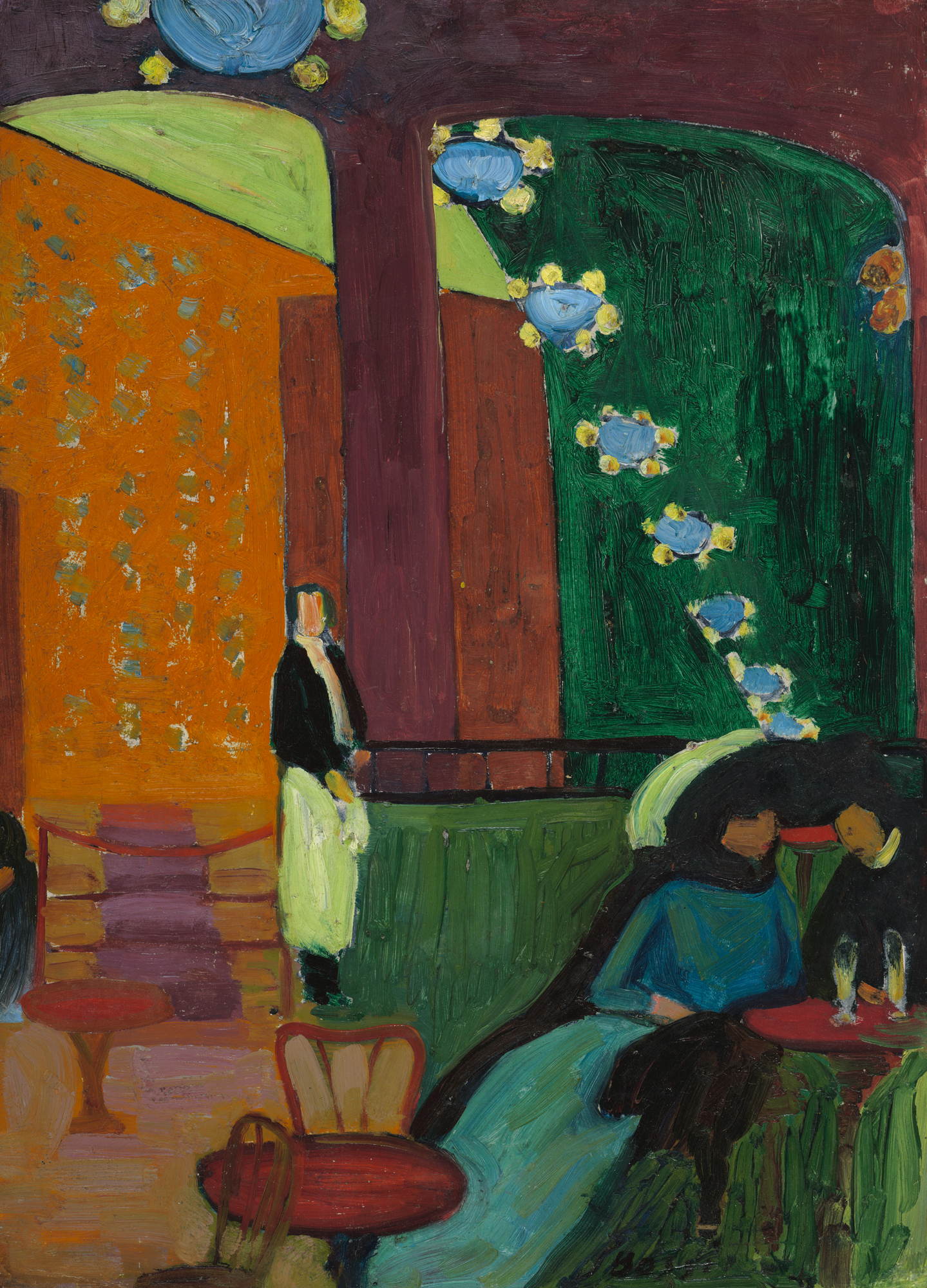
3人の人物のいるカフェの店内